# ويليام سويت
ويليام سويت (بالإنجليزية: William Sweet)‏ هو فيلسوف وأستاذ جامعي بريطاني، ولد في 22 أبريل 1955.